# Felix Maxa
Felix Maxa (* 14. November 1997 in Wien) ist ein österreichischer Eishockeyspieler, der seit November 2017 beim EC VSV in der Erste Bank Eishockey Liga spielt.

## Karriere
Felix Maxa begann seine Karriere in der Jugendabteilung der Vienna Capitals. In der Saison 2014/15 kam er zu fünf Einsätzen in der Erste Bank Eishockey Liga. Im Dezember 2017 wechselte er auf Leihbasis zum EC VSV.

## Erfolge und Auszeichnungen
- 2017 Österreichischer Meister mit den Vienna Capitals
- 2018 EBEL-YoungStar des Monats November

## Karrierestatistik

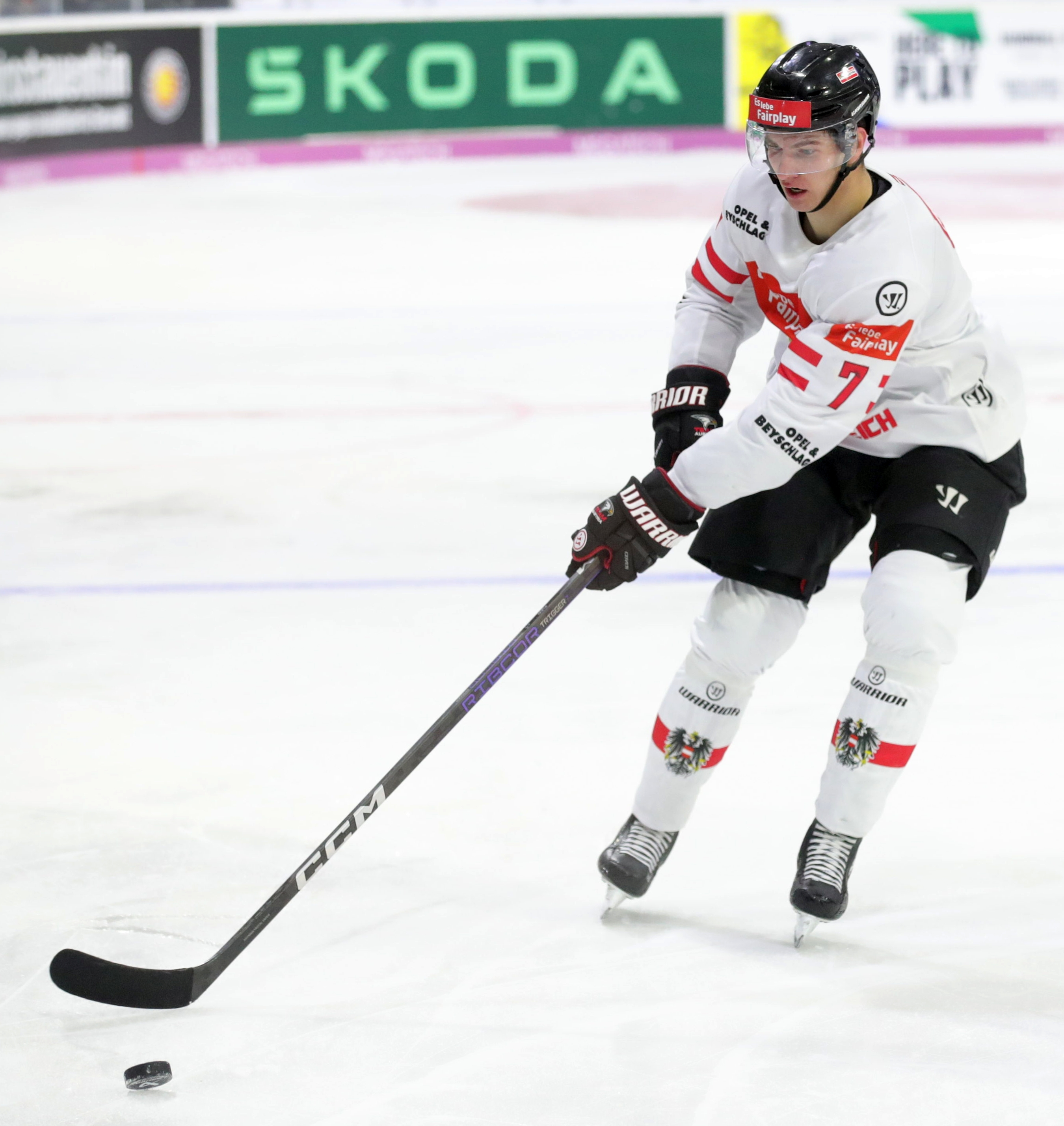
Maxa im Trikot der Österreichischen Nationalmannschaft (2023)

(Legende zur Spielerstatistik: Sp oder GP = absolvierte Spiele; T oder G = erzielte Tore; V oder A = erzielte Assists; Pkt oder Pts = erzielte Scorerpunkte; SM oder PIM = erhaltene Strafminuten; +/− = Plus/Minus-Bilanz; PP = erzielte Überzahltore; SH = erzielte Unterzahltore; GW = erzielte Siegtore; 1 Play-downs/Relegation; Kursiv: Statistik nicht vollständig)